# Steinigtwolmsdorf
Steinigtwolmsdorf (hornolužickosrbsky Wołbramecy) je obec  v Horní Lužici v německé spolkové zemi Sasko. Nachází se v zemském okrese Budyšín, u hranic s Českou republikou. Na jihu území saské obce sousedí s katastrem osady Severní, části nejsevernější české obce Lobendavy, kde se nachází nejsevernější bod České republiky. Nejkratší přístup ke zmíněnému bodu je od německého výletního hostince Waldhaus po stezce, označené směrovkami „Nordkap“, případně podél státní hranice po žlutě značené turistické stezce od hraničního přechodu Lobendava-Severní / Steinigtwolmsdorf. Obec má přibližně 2 700 obyvatel.

## Správní členění
Obec Steinigtwolmsdorf se dělí na 3 místní části:
- Ringenhain
- Steinigtwolmsdorf
- Weifa

## Pamětihodnosti
- evangelicko-luterský kostel postavený v letech 1860–1861 v novorománském slohu